# Biguissi
Biguissi est une localité située dans le département de Boussouma de la province du Sanmatenga dans la région Centre-Nord au Burkina Faso.

## Géographie
Biguissi se situe à 8 km au nord-ouest de Boussouma, le chef-lieu du département, et à 22 km au sud du centre de Kaya, la principale ville de la région. Le village se trouve à 5 km à l'ouest de la route nationale 3 reliant Kaya à Korsimoro.

## Économie
L'agro-pastoralisme est l'activité principale du village, favorisée par la construction d'une petite digue de retenue des eaux pluviales permettant l'irrigation.

## Éducation et santé
Le centre de soins le plus proche de Biguissi est le centre de santé et de promotion sociale (CSPS) de Boussouma tandis que le centre hospitalier régional (CHR) se trouve à Kaya.
Biguissi possède une école primaire publique, ainsi qu'une école privée confessionnelle islamique.